# Vuelo 5 de Northwest Airlines
El vuelo 5 de Northwest Airlines fue un vuelo desde el aeropuerto internacional de Miami al aeropuerto internacional de Minneapolis−Saint Paul, que, el 4 de enero de 1990 sufrió la pérdida del motor número tres a 35 000 pies (10 668 m) a mitad de vuelo mientras sobrevolaba Madison (Florida).
El Boeing 727-251, operado por Northwest Airlines, despegó desde Miami a las 08:15 EST la mañana del 4 de enero de 1990. Una hora más tarde, a las 09:10 EST aproximadamente, los pilotos notificaron haber oído un fuerte estallido en la parte trasera del avión. El reactor de 14 años de antigüedad continuó volando sin problemas y la tripulación, que desconocía que un motor fallado, voló durante cincuenta minutos más antes de llevar a cabo un aterrizaje de emergencia satisfactoriamente en el Aeropuerto Internacional de Tampa a las 09:58 EST. El motor, un Pratt & Whitney JT8D-15, fue encontrado un día más tarde en un campo cerca de Madison (Florida).
Tras el aterrizaje, los inspectores encontraron que faltaba la tapa externa del lavabo y que probablemente habría sido mal instalado, causando una rotura cuando el avión fue presurizado. La tapa que faltaba provocó que pedazos de fluido del lavabo congelados fuesen ingeridos por el motor número tres lo que provocó daños a las palabras del compresor. Tras el fallo el motor se separó del fuselaje, como estaba diseñado para que hiciera.
La Oficina Nacional de Seguridad en el Transporte (NTSB) determinó que la causa probable del accidente fue "el fallo del personal de servicios de la compañía en realizar un servicio adecuado al avión a través del lavabo."